# Aleksei Yeliseyev
Aleksei Stanislavovich Yeliseyev (em russo:  Алексей Станиславович Елисеев) (Zhizdra, 13 de julho de 1934) foi um cosmonauta soviético que voou em três missões do programa Soyuz como engenheiro de voo: Soyuz 5, Soyuz 8, e Soyuz 10.

## Carreira
Graduado pelo Bauman Higher Technical School em Moscou, Yeliseyev trabalhou como engenheiro no departamento de design de Sergei Korolev antes de ser selecionado para o treinamento de cosmonauta.
Foi ao espaço pela primeira vez em janeiro de 1969 a bordo da Soyuz 5, uma missão conjunta com a Soyuz 4, primeiro acoplamento de duas naves russas no espaço, e em que Yeliseyev e outro tripulante foram transferidos de naves em órbita, retornando na Soyuz 4.
Em outubro de 1969, Yeliseyev voltou ao espaço, desta vez para a tentativa de um primeiro acoplamento triplo com as missões Soyuz 6 e 7 em órbita, a primeira e única vez em que três espaçonaves do mesmo país estiveram em órbita ao mesmo tempo, que não se concretizou por problemas na Soyuz 7.
Sua última missão espacial, em abril de 1971, foi uma missão cheia de problemas. A Soyuz 10 tentou pela primeira vez uma acoplagem entre uma nave e uma estação espacial, a Salyut 1, colocada em órbita em abril daquele ano, sendo mal sucedida, por problemas na escotilha da estação. Durante a reentrada na atmosfera terrestre, o cosmonauta Nikolai Rukavishnikov, integrante da tripulação, desmaiou na cápsula devido ao vazamento de gases tóxicos em seu interior, mas a tripulação conseguiu aterrizar sem danos fatais.
Após sua retirada do programa espacial em 1985, ele assumiu uma posição administrativa na Escola Bauman por muitos anos, antes de se aposentar completamente.
Aleksei Yeliseyev foi condecorado como Herói da União Soviética em duas ocasiões (22 de janeiro e 22 de outubro de 1969) e também recebeu por duas vezes a Ordem de Lenin, as duas maiores honrarias da antiga União Soviética.